# フェノミナ
『フェノミナ』（Phenomena）は、1985年のイタリア映画。ダリオ・アルジェント監督作品、ジェニファー・コネリー主演。昆虫と交信できる不思議な能力を持った少女を巡る殺人事件を描くホラーサスペンス。

## ストーリー
スイス北部の都市チューリッヒ郊外。この都市ではか弱い少女ばかりを標的にした連続殺人事件が起こっていた。そしてまた1人、バスに乗り遅れた観光客の少女が助けを求めて尋ねた民家で何者かに殺害され首を切断されるという事件が起きた。警察は高名な昆虫学者のマクレガー教授に腐敗した被害者の頭部を見せ意見を求める。被害者の頭部に集っている蛆虫がいまだ見つからぬ被害者の死体の隠し場所と犯人の潜伏場所を突き止める手がかりになると考えた教授は事件解決に向けて協力を約束する。
そんな中、市内の寄宿制女子学校に、有名な映画俳優を父に持つ美少女のジェニファーが転校してくる。彼女は昆虫と交信できる特異な能力の持ち主だった。持病の夢遊病で真夜中に徘徊している最中、殺人現場に遭遇したジェニファーは、ひょんなことからマクレガー教授と親しくなる。彼女が虫と親しくしている様子を見た教授は、いつでも訪ねておいでとジェニファーに言った。
寄宿舎に戻るとジェニファーはその特異な能力ゆえに校長から異常者扱いされ、生徒たちからも好奇の目を向けられるようになる。更にジェニファーのルームメイトであり唯一の友達だったソフィが恋人と会うために寄宿舎を抜け出したところを惨殺されてしまう。異変に気付いたジェニファーは、蛍の光に導かれて歩いた先で手袋を見つけ、つまみ上げた瞬間にソフィの死に顔のビジョンを垣間見る。そのことから手袋が犯人のものだと判断して教授に調べてもらうよう頼む。再び学校に戻ると、ジェニファーは他の生徒たちに取り囲まれ、虫と交信する能力のことを揶揄される。パニックに陥った彼女は無意識の内に蠅の大軍を呼び寄せる。生徒たちは驚愕の光景に慄き、ジェニファーは愛しげな顔で蠅たちを見つめた後に気絶してしまう。その光景を見てジェニファーを危険視した校長は、ジェニファーを精神病院に入院させることを決めた。
教授の家に逃げ込んだジェニファーは、調査を依頼した蛆が死体のみを食べるサルコファガスという蠅のものであることを彼女に伝える。そのことから犯人が死体愛好家だと推測した教授は、サルコファガスの成虫を利用して犯人の潜伏場所と死体の隠し場所を見つけ出せるという。ジェニファーは教授の言葉に従い、観光客の少女が失踪した場所である高原のふもとでサルファゴガスを放して後を追い、例の家を見つけるがそこは空き家だった。管理人に盗みに入ったと疑われたジェニファーは、床下に転がった手首に放したサルファゴガスがたかっていたことを知る由もないまま逃げ出す。一方、事件を担当していたガイガー警部もその空き家に目を付け、単身調査に向かっていたが、そこは8か月前から空き家だという。その日の夜、マクレガー教授が何者かに殺害される。
教授の死を知ったジェニファーは身の危険を感じ、父の代理人のモリスに連絡を取ってアメリカに帰る手配を頼む。帰りの運賃の振り込みを銀行で待っている最中、付き添いの女教師ブルックナーが現れてモリスにチケットの購入を頼まれたことを伝え、自分の家で翌日の便を待てとジェニファーを諭して連れていく。病気の子供と2人暮らしだと語るブルックナーだが、次第にヒステリックになっていき、ついにはジェニファーを監禁してしまう。家中が蛆だらけであることに気づいたジェニファーは解熱剤と偽って飲まされた毒を吐き出し地下へ逃げるが、何者かに一室に引きずり込まれる。それは事件の足取りを追ってやってきていたガイガー警部だった。血まみれの状態で鎖に繋がれている彼の姿に驚き後ずさった拍子に、ジェニファーは被害者の死体と大量の蛆で満たされたプールに落ちてしまう。ガイガー警部は自分の手首の骨を外してなんとか手錠から抜け出し、プールに落ちたジェニファーの姿に歓喜するブルックナーの背後から掴みかかった。その隙になんとか這い上がったジェニファーは、部屋の隅で幼い少年が泣いているのに気づき、傍へ近寄る。少年が振り返ると、その顔は化け物のように醜い奇形だった。ジェニファーは家の裏の湖からボートに乗って逃げるが、少年は彼女を殺そうと飛び乗ってきて乱闘になる。少年が凶器の槍でジェニファーを突こうとしてボートのエンジンを壊し、ガソリンが引火して炎が上がった為、ジェニファーは咄嗟に湖に飛び込んだ。ジェニファーの危機に呼応するかのように蠅の大軍が現れ、ボートに残った少年に群がり始める。顔中の皮膚を剥がされた少年は苦悶の末に湖に落ちて死亡する。なんとか逃れて陸に上がったジェニファーの元へモリスが駆けつけてくるが、ジェニファーが駆け寄った瞬間に追ってきたブルックナーに鉄板で首を刎ねられ死亡する。
ブルックナーは15年前に精神病院で看護師をしていたが、重症患者の檻に引きずりこまれてレイプされ子供を産んだ。その子は重い奇形がある上異常な性格を持っており、少女を狙っては殺人を繰り返していた。ブルックナーは子供を守る為に秘密に近づく人間達を殺していたのであった。マクレガーとガイガーを殺したことを告白したブルックナーは、息子を死に追いやったジェニファーへの憎悪にかられ、押し倒した彼女の首に鉄板を押し当てて殺そうとするが、突如姿を現したチンパンジーのインガにカミソリで顔を滅多切りにされて死亡する。インガはマクレガー教授のパートナーであり、教授の殺害現場の唯一の目撃者だったのだ。
カミソリを放り捨て悲しげな顔で寄り添うインガを、ジェニファーは無言のまま優しく抱き寄せ、身を寄せ合うのだった。

## 登場人物
※ 日本語吹替版キャストの詳細は#バージョン・音声に記載。
ジェニファー・コルビノ
演 - ジェニファー・コネリー、日本語吹替 - M・A・O / 小笠原亜里沙（配役交換版）
本作の主人公。有名な映画俳優を父に持つ美しい少女。昆虫と交信できるという不思議な能力を持つ。昆虫学者のマクレガー教授と親しくなり、少女連続殺人事件解決のために協力するが、自分自身も命を狙われることになる。
持病の夢遊病に悩まされており、特異な能力を持つがゆえに生徒達や教師からも白眼視されている。
ジョン・マクレガー
演 - ドナルド・プレザンス、日本語吹替 - 麦人 / 山寺宏一（配役交換版）
高名な昆虫学者。ひょんなことから知り合ったジェニファーの能力に興味を示し、彼女の力を借りて事件解決のために動く。下半身が不随で車椅子に乗っており、飼っているチンパンジーのインガに身の回りの世話をさせている。
ジェニファーにとって自分の特異な力に理解を示してくれる唯一の理解者であったが、彼女にサルファゴカスの成虫を持たせて犯人の足取りを負わせた日の夜、侵入してきた何者かに腹部を刺され殺害される。
フラウ・ブルックナー
演 - ダリア・ニコロディ、日本語吹替 - 榊原良子
ジェニファーの付き添いである教師。ヒステリックな性格で虫が嫌い。息子がいる。実は殺人事件の犯人の母親で、息子を守るために近づいてきた人間を殺害していた。秘密に接近してきたマクレガーを殺害しジェニファーも殺そうとするが、マクレガー教授の死を目撃していたインガの復讐を受け死亡する。
校長
演 - ダリラ・ディ・ラザーロ、日本語吹替 - 唐沢潤
寄宿学校の校長。冷徹な女性。ジェニファーの夢遊病と特異な能力を精神障害と判断し、精神病院に入れようとする。
ルドルフ・ガイガー
演 - パトリック・ボーショー、日本語吹替 - 山寺宏一 / 麦人（配役交換版）
連続殺人事件の調査を担当する警部。犯人に拉致されたジェニファーを追う内、自身にも身の危険が及ぶ。
犯人の足取りを追ってブルックナー親子の隠れ場所に潜入するも捕らえられ、痛めつけられた挙句手錠で壁に繋がれ監禁される。部屋にやってきたジェニファーが蛆のプールに落ちた際、その様子を見て高らかに狂喜するブルックナーの隙をついて手首の骨を自ら折って手銃を外し、ブルックナーに掴みかかる。その後、ブルックナーによって殺害されたことが彼女自身の口から明かされた。
ベラ・グランド
演 - フィオーレ・アルジェント、日本語吹替 - 内山茉莉
デンマークからの旅行客。物語の冒頭で殺される。演じているのは監督の実娘フィオーレ・アルジェント。
ソフィ
演 - フェデリカ・マストロヤンニ、日本語吹替 - 小笠原亜里沙 / M・A・O（配役交換版）
ジェニファーのルームメイト。タバコを隠れて吸ったり、夜に恋人とこっそり会ったりする不良少女だが、ジェニファーの親友として親しくなる。しかし、恋人に会うために寄宿舎を抜け出した直後、何者かに惨殺される。
カート
演 - ミケーレ・ソアヴィ、日本語吹替 - 加瀬康之
ガイガー警部の部下。
カール
演 - カスパー・カパローニ、日本語吹替 - 石井マーク
ソフィのボーイフレンド。
奇形の子供
一連の少女連続殺人事件の犯人で、顔に醜い奇形を負っている幼い少年。槍を手に、多くの少女を惨殺してきた。
その正体はブルックナーの実の息子で、彼女が精神病院で勤務中に重篤な精神病患者にレイプされたことで生まれた。
うずくまっていたところをのぞき込んできたジェニファーをターゲットに定め執拗に追いかけるが、無意識の内に彼女が呼び寄せた大量のハエに全身の皮膚をむしりとられ、苦悶の内に死亡した。
インガ
演 - タンガ
マクレガー教授と暮らしているチンパンジー。下半身不随のマクレガーの要求を理解し実行する賢い“親友”。
モリス・シャピロ
演 - マリオ・ドナトネ、日本語吹替 - 堀総士郎
ジェニファーの父親の弁護士。ジェニファーの連絡を受けて駆け付けるが、背後から忍び寄ってきたブルックナーに首をはねられて死亡する。
その他の日本語吹き替え ‐ 古谷佳乃、鈴江梨紗、澤田珠里、古川未央那、小田切優衣、三日尻望、岩川拓吾

## スタッフ
- 監督/制作：ダリオ・アルジェント
- 製作：DACフィルム／イントラ・フィルムス・ワールドセールス
- 制作総指揮：アンジェロ・ジャコノ
- 配給：ティタヌス・ディストリビュージオーネ
- 脚本：ダリオ・アルジェント、フランコ・フェリーニ
- 撮影：ロマノ・アルバニ
- 音楽：サイモン・ボズウェル、ゴブリン、クラウディオ・シモネッティ、ビル・ワイマン
- 美術：マウリツィオ・ガローネ、ネロ・ジョルゲッティ、ルチアーノ・スパドーニ、ウンベルト・トゥルソ
- 衣装：ジョルジオ・アルマーニ、マリナ・マラビシ、パトリジア・マッサイア
- 編集：フランコ・フラティチェリ

日本語吹替版スタッフ
- プロデューサー：梨子田章敏（ニューライン）、藤村健一（フィールドワークス）
- 演出：吉田啓介
- 翻訳：浜岡直子
- 録音：安部雅博、東田直子
- ME、調整：宮本浩
- スタジオ：グロービジョン
- 制作：ニューライン、フィールドワークス[1]
- 協力：ふきカエル大作戦![1]
- 日本語版制作：グロービジョン[1]

## バージョン・音声
- 初公開および日本で公開された版は現在「インターナショナル版」と呼称されている。上映時間は一般的には「110分」とされている。
- アメリカではインターナショナル版を短縮し、上映時間を「83分」にした版が公開された（後述するBD版に初収録される）。
- 1997年には『フェノミナ インテグラルハード完全版』という別バージョンが発売されている。上映時間は「115分」（インターナショナル版ではカットされた部分が追加されている）。
  - 「インテグラル」のVHSソフトでは、日本劇場公開時と同じく本編の音声はオリジナル英語（出演者自身の声）になっている。1999年にはDVD版が発売されたが、この際の音声はイタリア語（吹き替え）のみとなっている。
  - さらに2004年には「デジタル・ニューマスター版」が公開された。このDVD（115分）では吹き替えによるイタリア語とオリジナル英語（一部イタリア語）で収録されている。2012年には、「インテグラル」のHDリマスター版ソフト（本編115分＋特典映像と特典映像77分の2枚組DVD）が発売された。
- 2020年、4Kリマスター版を使用したBlu-rayセルソフトが日本でリリースされる（同年11月6日）。こちらには2枚組のBDに「インターナショナル版」「アメリカ公開版」「インテグラルハード完全版」が全収録される。（字幕や音声についての細かい仕様は出典を参照[3]。
- 上記の4Kリマスター版BDリリースを機に、日本公開以降はじめてとなる日本語吹替版の制作・収録が決定[4]。制作費はクラウドファンディングで捻出された。メインキャストのうちジェニファーとブルックナーの吹替者については、それぞれに先着1名のスペシャルファンディングが用意され、これに出資した人物（名前は非公開）が、スタッフがあらかじめ提示した複数の候補の中から声優を選び、それをもとに決定された[5]。

## 映像ソフト
- フェノミナ VHS 廃盤

第1回東京国際映画祭オープニング作品（1985年日本公開）
規格品番：14BCCS-8227
発売日：1985年07月10日
発売元：コロムビアミュージックエンタテインメント
販売元：日本コロムビア株式会社

- フェノミナ レーザーディスク 廃盤

悲鳴をあげても、誰も助けてくれない！恐怖の仕掛け人「サスペリア」のダリオ・アルジェントが世界初の超立体空間音響-<クランキー・サウンド>で叩きつける血まみれのホラー・ショック超大作。
規格品番：98C59-6099
発売日：1985年07月10日
発売元：コロムビアミュージックエンタテインメント
販売元：日本コロムビア株式会社

- フェノミナ【字幕ワイド版VHS】インテグラルハード完全版 廃盤

『サスペリア』のダリオ・アルジェントが、84年に監督したスリラー・ムービーの完全版。追加となるのは、主演のジェニファー・コネリーが活躍する幻のシーン!
規格品番：14BCCS-8227
発売日：1997年06月21日
発売元：ハピネット・ピクチャーズ
販売元：株式会社ハピネット

- フェノミナ【字幕ワイド版レーザーディスク】インテグラルハード完全版 廃盤

残酷絶美の傑作、カットされたシーンを再現して遂に完全復活！！
規格品番：SHLY90
発売日：1997年06月21日
発売元：ハピネット・ピクチャーズ
販売元：株式会社ハピネット

- フェノミナ インテグラルハード完全版 DVD 廃盤

スイスの女子高へ転入してきた少女を巡る殺人事件の惨劇を描いたサスペンスホラー。日本公開時にカットされたシーンを加えた完全版でDVD化。ジェニファー・コネリー、ドナルド・プレザンスほか出演。
規格品番：BIBF1126
発売日：1999年11月25日
発売元：ハピネット・ピクチャーズ
販売元：株式会社ハピネット

- フェノミナ インテグラルハード完全版 デジタル・ニューマスター DVD 廃盤

ダリオ・アルジェント監督、当時14歳だったジェニファー・コネリーを起用した『フェノミナ』の製作20周年を記念し、デジタルニューマスター、5.1chサラウンドで収録し再発売。昆虫と交信できる不思議な能力を持つ少女を巡って起こる殺人事件を描く。
規格品番：BBBF-5022
発売日：2004年07月23日
発売元：ハピネット・ピクチャーズ
販売元：株式会社ハピネット

- ダリオ・アルジェント DVD-BOX 廃盤

『フェノミナ』製作20周年を記念し、ダリオ・アルジェント監督の代表作がデジタル・ニューマスター、スクイーズ収録、オリジナル英語音声で完全復活を遂げた、初回生産限定4枚組のアニバーサリーDVD-BOX！『フェノミナ』『シャドー』『わたしは目撃者』『歓びの毒牙』の4作品を収録。
規格品番：BBBF-9103
発売日：2004年07月23日
発売元：株式会社IMAGICA
販売元：株式会社ハピネット・ピーエム

- ホラー・マニアックスシリーズ 第05期 第3弾『フェノミナ』HDリマスター版 DVD 廃盤

撮影当時14歳のジェニファー・コネリーが、「サスペリア」以降、ヒロイン虐待に磨きをかける“鮮血の貴公子"ダリオ・アルジェントが仕掛けた恐怖の罠にはまる!頭部を貫通する槍、吹き飛ぶ生首、バラバラ死体、蛆虫プール等々――。猟奇描写の頂点を極めた残酷ショック・シーンと、アルマーニが手がけたエレガントな衣装、ローリング・ストーンズのビル・ワイマンらを起用したロックサウンドが見事に融合した“美少女学園ホラー"の金字塔。
規格品番：BBBF-8746
発売日：2012年09月04日
発売元：株式会社ニューライン
販売元：株式会社ハピネット

- ホラー・マニアックスシリーズ 第08期 第3弾『フェノミナ』-製作30周年記念HDリマスター特別版- BD 廃盤

熱い季節風が吹くと、また少女が殺される。虫愛ずる美少女に迫る殺人鬼の罠!恐怖作家アルジェントが当時14歳のジェニファー・コネリーを迎えて放つ学園ホラーの金字塔が待望の初BD化!
規格品番：BBXF-2096
発売日：2015年10月02日
発売元：株式会社ニューライン
販売元：株式会社ハピネット

- ホラー・マニアックスシリーズ 第12期 第4弾『フェノミナ』-日本語吹替音声収録4Kレストア版- BD

虫を愛する孤独なヒロインに迫る魔手――残酷美少女ホラーの金字塔!
規格品番：BBXF-2136
発売日：2020年10月02日 発売日延期 → 2020年11月06日（首都圏は前日の2020年11月05日に発売）
発売元：株式会社ニューライン
販売元：株式会社ハピネット

## 備考
- アルジェント監督は、この作品の他に少女を主役に据えたホラー作品である『サスペリア』、『トラウマ/鮮血の叫び』を制作しており、そのため日本発売ビデオではパッケージに「美少女虐待サディスティックホラー三部作」と記載されたことがある。
- アルジェント監督は企画段階で実娘フィオーレ・アルジェントを主役にと考えていたが、公私混同を避けオーディションで公平に決定するよう製作側から指示され、そしてオーディションを受けにきたジェニファー・コネリーを監督自身気に入ったため、主役としたうえ主役名も同じくジェニファーとした[6]。
- 劇中前半、窓越しに主人公の目の前で女性が殺害される場面で、本筋には無関係な人影がガラスに映り込んでおり、本物の幽霊ではないかと話題になった。真相は現在も不明である。
- ロケーションはスイスのチューリッヒで行われたが、アルジェント監督がここを選んだのは美しく平和でのどかな反面、ヘロインによる死亡率が著しく高いという「矛盾」からだった。タイトルはアルジェントが旅行中に、ここで開かれていた光学関係の博覧会“Fhänomena”（スイス人が話すアレマン語）からとられた。
- ラスト近く、ジェニファーが蛆虫だらけのプールに落ちるシーンはスタントなしで本人が演じているが、この蛆虫はおがくずなどを使ったフェイクである。
- サウンドトラックにはアルジェント作品に常連のゴブリンやクラウディオ・シモネッティに加え、ヘヴィメタルやパンクバンドを数多く起用した。モーターヘッド、アイアン・メイデンなどのヘヴィメタルバンドやローリング・ストーンズの元ベーシスト、ビル・ワイマンらが選ばれた。
- ブルックナー役のダリア・ニコロディは、犯人が身体障害者とその母親であることを取り上げた上で、「金持ちで美しい少女が善であり、貧しい母親とその息子が悪である」という構図で「善悪を明確に２分化した」点について批判的な見解を示していたという。

- 日本では第1回東京国際ファンタスティック映画祭のオープニング作品として上映され、好評を博した。アルジェント監督もゲストとして来日、多数の熱狂的なファンに囲まれた。
- 本作は1995年に日本で発売されたSFCのホラーアドベンチャーゲーム『クロックタワー』のゲームデザインに大きく影響を与えており、ゲームデザイン担当の河野一二三自らが「この映画のファンであり、この映画のオマージュとして制作した」と語っている。演出、音楽、シナリオ、キャラクター設定などに大きく影響が見て取れる他、ゲームの主人公の少女の容姿、名前が映画に主演したジェニファー・コネリーをモデルにしている。
- 劇場で公開した際、劇場内にFM電波を飛ばし、観客はヘッドフォンで音声を聞くことができる“クランキーサウンド”という方式で上映した。ここで流れる音声は、ダミーヘッドを使用したバイノーラル録音によるもので、正しく観賞すると音声が観客の周囲に定位するという立体音響を体験できた[7]（ただし、当時のバイノーラル録音はあまりに音質が悪く、劇場公開された作品に使用されたのはこの作品1作以降少なくとも日本ではほとんど例がない）。
- 先述の4Kリマスター版BDの日本語吹替版製作プロジェクトのクラウドファンディングでの支援者へのリターン（景品）の一つとして「配役交換バージョン吹替」を収録したBD-Rが配布された。BDに収録の吹替版をベースにジェニファー役とソフィ役、マクレガー役とガイガー役の声優をそれぞれ交代させて再録した吹替版で、リターン用に制作されたもののため後に発売されたBDには収録されていない。